# ТВ3-117

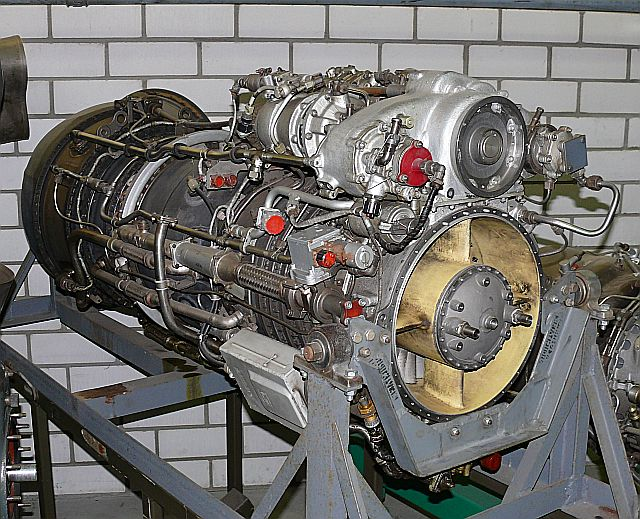
Двигун ТВ3-117

ТВ3-117 — сімейство авіаційних турбовальних двигунів, розроблених в 1965–1972 роках на ОКБ імені В. Я. Клімова під керівництвом С. П. Ізотова та С. В. Люневіча. Випускається серійно з 1972 року на ЗПОМ «Моторобудівник» нині ПАТ «Мотор Січ», м. Запоріжжя, Україна. З моменту створення було випущено понад 25 000 двигунів ТВ3-117 різних модифікацій, спільне напрацювання яких становить понад 16 млн годин. Один з найнадійніших авіаційних двигунів у світі.

## Конструкція
ТВ3-117 складається з:
- Пилозахисний пристрій
- Осьовий 12-ступінчастий компресор з регульованим вхідним напрямним апаратом і напрямними апаратами перших чотирьох ступенів
- Кільцева прямоточна камера згоряння
- Осьова 2-ступінчаста турбіна компресора
- Осьова 2-ступінчаста вільна турбіна для відбору потужності

## Технічні характеристики
| Технічні характеристики двигуна ТВ3-117 | Технічні характеристики двигуна ТВ3-117 | Технічні характеристики двигуна ТВ3-117 |
|                                         | ТВ3-117В                                | ТВ3-117ВМА                              |
| --------------------------------------- | --------------------------------------- | --------------------------------------- |
| Потужність у надзвичайному режимі:      | 2200 к. с.                              | 2400 к. с.                              |
| Потужність на злітному режимі:          | 2000 к. с.                              | 2200 к. с.                              |
| Питома витрата палива:                  | 0,220 кг/к.с.·година                    | 0,215 кг/к.с.·година                    |
| Потужність на крейсерському режимі:     | 1500 к. с.                              | 1500 к. с.                              |
| Довжина:                                | 2055 мм                                 | 2055 мм                                 |
| Ширина:                                 | 660 мм                                  | 660 мм                                  |
| Висота:                                 | 728 мм                                  | 728 мм                                  |
| Суха маса:                              | 295 кг                                  | 295 кг                                  |
| Призначений ресурс:                     | 7500 годин                              | 7500 годин                              |

## Носії
- ТВ3-117В — Мі-24В
- ТВ3-117ВК — Ка-27, Ка-31, Ка-32
- ТВ3-117ВКР — Ка-28
- ТВ3-117ВМ — Мі-8МТ (Мі-17)
- ТВ3-117ВМ-02 — Мі-8МТ (Мі-17)
- ТВ3-117ВМА — Мі-28, Мі-35, Ка-27, Ка-32, Ка-50, Ка-52
- ТВ3-117ВМА-02 — Ка-32
- ТВ3-117ВМА-СБМ1 — Ан-140
- ТВ3-117ВМА-СБМ1В — гелікоптери типу Мі-8 і вертольоти типу Мі-24
- ТВ3-117ВМАР — Ка-28
- ТВ3-117М — Мі-14